# 山西体育学院
山西体育学院是一所已不存在的中国高等院校，校址位于山西省太原市杏花岭。

## 历史沿革
山西体育学院的前身是创立于1956年9月的太原体育学校，该校为国家体委管辖的中等体育专业学校。
1958年7月，太原体育学校改由山西省管理，改名为山西省体育学校。
1958年9月，山西省体育学校与山西省体育竞技训练队合并，建立山西体育学院。院长由侯培昌担任，党委书记为张成伍。分为大学班和中专班。其中大学班又分为本科班（学制4年）与专科班（学制3年）。
1959年，山西体育学院改名山西体育专科学校。
1960年，复名山西体育学院。
1961年，山西师范学院体育系并入山西体育学院。
1962年，山西体育学院并入山西大学。